# 만약 고교야구 여자 매니저가 피터드러커를 읽는다면
《만약 고교야구 여자 매니저가 피터드러커를 읽는다면》(일본어: もし高校野球の女子マネージャーがドラッカーの『マネジメント』を読んだら 모시 고코야큐노 조시마네자가 도랏카노 마네지멘토오 욘다라[*])은 이와사키 나츠미가 쓴 일본의 소설 및 이를 원작으로 한 만화, 애니메이션, 영화이다. 일본에서의 약칭은 모시도라(もしドラ)이며, 애니메이션판에서는 이쪽을 많이 사용한다.

## 개요
원래 방송 작가였던 이와사키가 하테나 다이어리에 2008년 7월 11일에 기고한 동 제목의 글을 읽은 다이아몬드 사의 편집자가 이와사키에게 기획을 제안해 공식적으로 소설로 출판되었다. 삽화는 유키우사기, 배경은 bamboo)가 맡았다.
공립 고등학교의 약소 야구부의 매니저를 맡게 된 주인공 카와시마 미나미가 피터 드러커의 조직관리론 저서인 《매니지먼트》를 우연히 손에 든 것을 계기로 이를 야구부의 개혁에 적용, 고시엔의 일본 전국 고교 야구 대회에 출전하는 과정을 담은 스토리로, 라이트 노벨류의 스토리 전개를 닮아 있는 점이 특징이다.
2010년 3월에 제 1회 사무라이 재팬 야구 문학상 특별상을 받았으며 같은 해 7월 22일 발매사인 다이아몬드 사가 1913년 (다이조 2년)에 설립된 이후 최초로 밀리온셀러로 등극했다고 발표했다. 또한 같은 해 10월 18일부 오리콘 랭킹에서 판매 추정 부수가 100만부를 돌파했다는 것을 알렸다. 2010년 12월 현재 총 판매부수는 172만부 전자 서적판 9만부. 오리콘 2010년 연간 "책" 랭킹, 토한 2010년 서적 연간 베스트셀러, 일판 2010년도 연간 베스트셀러 등 여러 곳에서 종합 1위로 등극했다.
대한민국에서는 작가인 이와사키 나쓰미가 AKB48 등을 런칭한 아키모토 야스시와 동일 인물로 오인 되는 경우도 있지만, 이와사키 나쓰미가 아키모토 야스시에게 사사한 적이 있을 뿐 동일 인물은 아니다.
국내에서는 동아일보사에 의해 출판되어, 지하철 등에 광고가 이루어지기도 했다.

## 만화
슈에이샤에서 발행한 만화 잡지 "슈퍼 점프"(SJ)에서 2011년 제2호 (2010년 12월 22일 발매) 만화화되어, 연재되고 있다. 작화(캐릭터 원안)는 유키우사기. 2011년 제16호 (2011년 7월 27일 발매)부터 매월 한연재로 전환, SJ의 휴간한 "비즈니스 점프"의 통합에 따라 2011년 제20호 (2011년 9월 28일 발매)에서 SJ의 연재를 종료하고, 2011년 12월 창간 새로운 월간지 "그랜드 점프 PREMIUM"(GJP)로 이적 이후, 2012년 9월 발매의 10월호에서 GJP의 연재도 종료되어, "그랜드 점프" 공식 웹 사이트에서 연재 재개를 예정하고 있다.
시나리오는 이와사키가 새롭게 새로 쓴 것으로, 원작에는 없는 새로운 에피소드와 만화 판 오리지널 캐릭터도 포함되어 있다. 이에 대해 이와사키는 제1권에서 담당 편집자 "소설판과 동일하지 않은 뭔가 가치를 주고 싶다"라고 단순한 소설의 재탕하지 않는 것이 요청되어, 소설에서는 그려지지 않은 설정과 캐릭터, 에피소드를 추가하고 있다.

### 단행본
1. 2011년 5월 7일 초판 발행 - ISBN 978-4-08-859883-3
2. 2012년 2월 22일 초판 발행 - ISBN 978-4-08-858787-5

### 텔레비전 애니메이션
텔레비전 애니메이션이 2011년 4월 25일부터 5월 6일까지 NHK 종합 TV에서 방송되었다. 전 10화.
애니메이션 판의 정식 제목은 원작과 같은 《만약 고교야구의 여자 매니저가 드러커의 "매니지먼트"를 읽는다면》이다. 하지만, 제목이 너무 길어 편성표 등에서는 생략된 《만약 드라》가 사용되어 타이틀 로고 디자인에도 이 약칭이 쓰였다.
2011년 8월 16일 총집편 《만약 드라 다시》가 방송되었다.

## 영화

### 개요
2011년 6월 4일 토호 계열에서 개봉한 일본의 청춘 영화이다. 감독은 다나카 마코토. 영화의 종합 프로듀서를 AKB48의 종합 프로듀서인 아키모토 야스시가 맡았다. 카와시마 미나미역의 마에다 아츠코는 이 작품이 영화 첫 주연작이다.
캐치프레이즈는 〈"우리의 청춘은 한 권의 책에서 시작되었다."〉
2011년 6월 4일 전국 320개 스크린에서 개봉되어, 2011년 6월 4일, 5일의 첫날 2일간으로 흥행수입 1.8억엔, 관객수 14만 2,592명을 동원해, 영화 관객 동원 랭킹 (흥행 통신사 조사)로 첫 등장 3위를 차지했다.
2012년 8월 22일 TBS에서 지상파 첫 방송되었다. 시청률은 9.9%.

### 제작진
- 종합 프로듀서 - 아키모토 야스시
- 이그제큐티브 프로듀서 - 하마나 카즈야, 요시다 마사키
- 기획 프로듀서 - 모리카와 마사아키
- 프로듀서 - 오오하라 마사토, 와타나베 요시유키, 와타나베 케이스케, 이시즈카 세이와
- 라인 프로듀서 - 스즈키 요시히로
- 감독·각본 - 타나카 마코토
- 원작·각본 - 이와사키 나츠미
- 음악 - 핫토리 타카유키
- 촬영 - 나카야마 코이치
- 조명 - 이치카와 토쿠미츠
- 미술 - 고이즈미 히로야츠
- 녹음 - 오바라 요시야
- 편집 - 오오나가 마사히로
- 스크립터 - 요시다 쿠미코
- 제작 담당 - 사이토 다이스케
- 제작 협력 - 토호 영화
- 제작 프로덕션 - 파인 엔터테인먼트
- 제작사 - 영화 《만약 고교야구의 여자 매니저가 드러커의 '매니지먼트'를 읽는다면》 제작위원회 (TBS 텔레비전, 덴츠, 토호, 파인 엔터테인먼트, 요시다 마사키 사무소, 마이니치 방송, 아키모토 야스시 사무소, 주부닛폰 방송, AKS, 오오타 프로덕션, 킹 레코드, 다이아몬드사, 와타나베 엔터테인먼트 , RKB 마이니치 방송, TBS 라디오 & 커뮤니케이션즈, 홋카이도 방송)
- 배급 - 토호

### 음악
전곡의 작사는 아키모토 야스시
- 주제가
  - 〈Everyday, 카츄샤〉 : 노래 - AKB48
- 삽입곡
  - 〈Flower〉 : 노래 - 마에다 아츠코